# ジョン・ホワイトセル
ジョン・ホワイトセル（John Whitesell）は、アメリカ合衆国の映画監督。

## 作品
- ホリデーオンリー: とりあえずボッチ回避法? Holidate (2020)
- クライアント・リスト シーズン2
- サンダーストラック　奇跡を呼ぶダンクシューター
- ビッグママ・ハウス3
- ビッグママ・ハウス2
- ライトアップ! イルミネーション大戦争
- お坊ちゃまはラッパー志望
- スポット
- カレンダーガール